# Tatort: Bienzle und der Sizilianer
Bienzle und der Sizilianer ist eine Folge der Krimireihe Tatort. Die Erstausstrahlung des vom Südwestrundfunk unter der Regie von Hartmut Griesmayr produzierten Beitrags fand am 24. Juli 2005 im Ersten Deutschen Fernsehen statt. Es handelt sich um die 603. Episode der Filmreihe sowie die einundzwanzigste mit dem Stuttgarter Kommissar Ernst Bienzle.

## Handlung
Der Sizilianer Luigi Ricci wird von seiner Freundin, Marlene Mergenthaler, zum Flughafen nach Stuttgart gebracht, weil er für drei Monate nach Toronto muss. Kurz nachdem sie sich von ihm verabschiedet, wird Ricci von einem Unbekannten aus kurzer Distanz erschossen. Die Kommissare Bienzle und Gächter werden gerufen und nehmen die Ermittlungen auf.
Gerichtsmediziner Dr. Kocher entdeckt am Opfer einige Vernarbungen, die von Schusswunden und auch Messerstichen herrühren. Die Tatsache, dass Ricci aus Palermo stammt und mit einem gefälschten Pass aus Deutschland ausreisen wollte, lassen daher einen Mafia-Hintergrund vermuten. Gächter setzt sich mit den italienischen Kollegen in Verbindung und erfährt, dass die Familie Ricci eine der berüchtigtsten Mafia-Familien in Sizilien ist.
Bienzle geht der Spur über Marlene Mergenthaler nach. Sie sagt aus, dass Ricci einen Anruf per Handy erhalten hatte und kurz darauf zu Boden sank. Sie selber sei erschrocken davon gefahren. Von der Spurensicherung wurde allerdings kein Handy gefunden, was Rückschlüsse auf den Anrufer geben könnte. Marlenes Eltern war die Verbindung zu Luigi Ricci nicht genehm. Arnold Mergenthaler hoffte den Geschäftsführer seiner Molkerei, Simon Groß, auch als Schwiegersohn zu bekommen. Dieser hätte damit auch ein Motiv seinen Nebenbuhler aus dem Weg zu räumen. Aus Angst vor der Polizei unternimmt Simon Groß einen Fluchtversuch und wird daraufhin in Polizeigewahrsam genommen. Doch auch Luise Mergenthaler hatte keine Freude an dem neuen Freund ihrer Tochter. Nachdem die Rufnummer von Ricci ermittelt werden kann und Bienzle den letzten Anruf überprüft, führt ihn das tatsächlich zu Marlenes Mutter. Sie hatte befürchtet, dass ihre Tochter zusammen mit Ricci das Land verlassen könnte und wollte sie auf keinen Fall gehen lassen. Diese übertriebene Mutterliebe und die Angst ihr Kind für immer zu „verlieren“ trieb sie so weit, Ricci am Flughafen aufzulauern und mit einer Pistole aus dem Waffenschrank ihres Mannes zu erschießen.

## Hintergrund
Die Dreharbeiten zu Bienzle und der Sizilianer erfolgten vom 14. April bis zum 13. Mai 2004 unter dem Arbeitstitel Bienzle und der Neapolitaner in Stuttgart, Baden-Baden und Wangen im Allgäu. Das Hotel, in dem Hannelore zur Kur absteigt, befindet sich nicht – wie im Film beschrieben – in Bad Buchau am Federsee, sondern in Oberstaufen im Landkreis Oberallgäu. Es heißt Hotel Allgäu Sonne.
Der Südwestrundfunk hat vor Ausstrahlung des Films eine Szene mit Schleichwerbung für Joghurt und für Rapsöl herausgeschnitten.

## Rezeption

### Einschaltquoten
Bei der Erstausstrahlung am 24. Juli 2005 haben 7,28 Millionen Zuschauer die Sendung verfolgt, was einen Marktanteil von 23,2 Prozent entsprach.

### Kritik
Rainer Tittelbach von tittelbach.tv nennt den Tatort: „Fernsehen von gestern. Ein Krimi aus dem Setzbaukasten.“„Dramaturgisch ließ ‚Derrick‘ schön grüßen! Stupide wurden alle Verdächtigen nacheinander ins Visier genommen, bis am Ende nur noch einer übrig blieb. Krimi als Ratespiel. Allerdings war's nicht einmal spannend.“
Die Kritiker der Fernsehzeitschrift TV Spielfilm halten diesen Tatort für recht langweilig und meinen: „Pizza Lango Weilo mit Extraportion Käse.“